# Dagomér
A Dagomér férfinév a germán eredetű Dagomar magyar alakja, aminek a jelentése nap + híres.

## Gyakorisága
Az 1990-es években szórványos név, a 2000-es években nem szerepel a 100 leggyakoribb férfinév között.

## Névnapok
- december 23.[2]